# S006
Cyber-Shotケータイ S006（サイバーショットケータイ エスゼロゼロろく）は、ソニー・エリクソン・モバイルコミュニケーションズ（現：ソニーモバイルコミュニケーションズ）が日本国内向けに開発した、auブランドを展開するKDDIおよび沖縄セルラー電話のCDMA 1X WIN対応携帯電話である。製造型番はSO006（エスオーゼロゼロろく）。

## 概要
S003の後継機種で、筐体デザインは、それまでの直方体調の角ばったものから、優雅さのある丸みを帯びたものとなり、方向キーの位置も画面側から番号キー側に移り、3.3インチのFWVGA画面は、国内向け同社端末では初となるタッチ操作対応となるなど、かなりの変化を遂げた。さらに、カメラ機能においては、世界初となる1620万画素カメラを搭載しており、ソニー製の裏面照射型CMOSセンサー「Exmor R」（エクスモアアール）を採用している。
圧倒的な情報処理能力を誇るクアルコムの最新（発売時）モバイルチップセット「Snapdragon S1（QSD8650）」を搭載しており、様々な利用シーンにおいて、スピーディーで快適な操作性を実現している。また、メール機能では進化した予測変換機能「POBox Pro 5.0E」をはじめ、メール機能の使いやすさが向上している。
S003から引き続き、グローバルパスポートCDMAとグローバルパスポートGSMのデュアルローミングに対応し、防水仕様（IPX5/IPX7相当）を備えている。

## 沿革
- 2010年（平成22年）10月18日 - KDDI、およびソニー・エリクソン・モバイルコミュニケーションズ（当時）より公式発表。
- 2011年（平成23年）1月28日 - 九州地区を除き全国で発売開始。
- 2011年1月29日 - 九州地区にて発売開始。
- 2012年（平成24年）4月 - 販売終了。
- 2014年（平成26年）6月30日 - Wi-Fi WINのサービス終了[2]。

## 主な機能・対応サービス
| 主な機能・対応サービス                                                                              | 主な機能・対応サービス                                           | 主な機能・対応サービス                                       | 主な機能・対応サービス                                        |
| --------------------------------------------------------------------------------------------------- | ---------------------------------------------------------------- | ------------------------------------------------------------ | ------------------------------------------------------------- |
| LISMO! (EZ「着うたフル」) (EZ「着うたフルプラス」) (LISMOビデオクリップ) (LISMO Video) (LISMO Book) | EZケータイアレンジ                                               | バーコードリーダー&メーカー                                  | PCサイトビューアー                                            |
| au BOX                                                                                              | ワイヤレスミュージック                                           | au Smart Sports Run & Walk Karada Manager カロリーカウンター | EZナビウォーク                                                |
| EZ助手席ナビ                                                                                        | 安心ナビ                                                         | 災害時ナビ                                                   | ナカチェン                                                    |
| EZアプリ FullGame! Bluetooth対戦 (複数対戦モード対応)                                               | EZアプリ (B)                                                     | オープンアプリプレイヤー                                     | PCドキュメントビューアー                                      |
| アレンジメニュー                                                                                    | au oneガジェット マルチプレイウィンドウ クイックアクセスメニュー | じぶん銀行アプリ                                             | EZ・FM                                                        |
| EZチャンネル EZチャンネルプラス EZニュースフラッシュ EZニュースEX                                   | Touch Message                                                    | EZFeliCa                                                     | ケータイ de PCメール                                          |
| デコレーションメール                                                                                | デコレーションアニメ                                             | au one メール                                                | 緊急通報位置通知                                              |
| EZテレビ（ワンセグ）                                                                                | グローバルパスポート (GSM・CDMA)                                 | WIN HIGH SPEED 赤外線通信 (IrDA) 無線LAN機能 (Wi-Fi WIN)     | Bluetooth auフェムトセル (別途、ケータイアップデートにて対応) |

## 不具合
2011年2月24日に以下の不具合の修正がケータイアップデートによって行われた。
- 音声通話やデータ通信を行っていない状態で電波環境が不安定な状況になった場合、リセットすることがある[3]。

2011年4月21日に以下の不具合の修正がケータイアップデートによって行われた。
- LISMOプレイリスト編集およびナカチェンパック展開を行った場合、リセットすることがある。
- 特定のデコレーション絵文字を入力するとリセットすることがある。
- 特定のmicroSDHCにおいてワンセグ録画が途中までしかできない。

2011年9月13日に以下の不具合の修正がケータイアップデートによって行われた。
- 特定の操作を行った場合、再起動することがある[5]。